# Muramasa: The Demon Blade
A Muramasa: The Demon Blade vagy ahogy Japánban ismert Oboro Muramasza (朧村正, ’Ködös Muramasza’), akció-szerepjáték, melyet a Vanillaware fejlesztett Wii asztali konzolra, illetve később PlayStation Vita kézikonzolra. Az eredeti játékot 2009-ben jelentette meg a Marvelous Entertainment (Japán), az Ignition Entertainment (Észak-Amerika), valamint a Rising Star Games (Európa). A Vita-változatot 2013-ban adta ki Japánban a Marvelous AQL, illetve az Aksys Games nyugaton. A Muramasa kétdimenziós oldalnézetes perspektívát alkalmaz, játékmenete beat ’em up harcrendszer köré épül fel, miközben szerepjátékos elemeket, így fejlődést és küldetéseket is magába foglal.
A Muramasa az Edo-kor kor alatt, Japán legnagyobb szigetén, Honsún játszódik. Az uralkodó sógun, Cunajosi Tokugava hatalomvágya miatt konfliktusok alakulnak ki a démonkardok – olyan szamurájpengék, melyek arra kényszerítik viselőiket, hogy másokat mészároljanak le, majd tragédiákkal és őrülettel sújtják őket – feletti tulajdonjogon. A játék története két különböző, ezen konfliktussal összekapcsolható főszereplő köré összpontosul — Momohime, egy fiatal nő, akit megszállt a bosszúszomjas Izuna Dzsinkuro rónin szelleme; illetve Kiszuke, egy emlékezetét vesztett nindzsa, aki egy elfeledett bűntett miatt menekül és kapcsolatba hozható a tragédiával, melyben elpusztult Momohime családja. A Vita-átirat Genroku Legends (元禄怪奇譚; Hepburn: Genroku Kaikitan) cím alatt négy önálló, a japán folklóron alapuló történetet is tartalmaz.
A Muramasa fogalmi munkálatai az Odin Sphere fejlesztésé közben kezdődtek meg. Az Odin Sphere akciódús játékmenetének csiszolása mellett nagy hangsúlyt fektettek arra, hogy a játék helyszíne korhű legyen. A játék nyugati kiadása megtartotta a japán szinkronsávokat, hogy ezzel is megőrizzék annak hangulatát. A Muramasa visszafogott eladások és megosztottól pozitív kritikai fogadtatás mellett jelent meg: a grafikáját 
általánosan elismerték, viszont a játékmenete megosztotta a véleményeket és a története is vegyes visszhangra talált. A nyugaton Muramasa Rebirth címen megjelent Vita-átirat erős eladások és az eredeti változathoz hasonló fogadtatás kíséretében jelent meg.

## Játékmenet

Momohime egy véletlenszerű csatában küzd ellenfeleivel

A Muramasa kétdimenziós oldalnézetes akció-szerepjáték, amely a legnagyobb japán szigeten, Honsún játszódik, az Edo-korban. A játékosok két hasonló játékmechanikai képességekkel rendelkező szereplőt irányíthatnak. A navigáció a kor műalkotásait idéző kézzel rajzolt, kétdimenziós, oldalnézetes környezetekben történik, és a játékos a falvakba is betérhet, hogy beszélgessen a nemjátékos szereplőkkel, valamint, hogy tárgyakat, így egészség-helyreállítókat vásároljon vagy megbízásokat fogadjon el. Ezeken felül egy főzési mechanika lehetőséget ad a szereplőknek, hogy ételeket főzzenek a kalandozásaik során összegyűjtött alapanyagokból. Az étkek ideiglenes képességnövekedést biztosítanak, illetve megtöltik a „telítettségmérőt”, ami szabályozza, hogy mennyit ételt ehet az adott szereplő.
A harcok elkerülhető véletlenszerű összeütközések, illetve előre megírt harcok képében jelennek meg, utóbbi esetében a kameraállás a harctérre van rögzítve. Az ellenfelek és főellenségek elsősorban a japán folklórból és mitológiából merítkeznek. A harcok csak akkor indulnak el, amikor az ellenségek a közelben tartózkodnak, a játékos szereplője ellenkező esetben tokban pihenteti a fegyvereit. A harcok során a szereplők egy-egy gombnyomással támadnak és védekeznek, míg egy másik gombbal a tárgyaikat, így az életnövelő italaikat érik el. A folyamatos támadás kombinációkat vált ki, a különböző mozdulatok között kaptak helyet az iránygombokkal kiegészített kardsuhintások, melyeknek különböző eredményi vannak; például egy felfelé irányuló suhintással akár az ellenfelek is a levegőbe repíthetőek. A játék folyamán további támadóeszközök, így például füstbombák is elérhetővé válnak. A játékos szereplője minden harc végén, attól függően, hogy milyen gyorsan fejezte be a csatát bizonyos mennyiségű tapasztalati pontot szerez: a szintlépés megnöveli a szereplő életpontjait, statisztikáit, illetve azt, hogy mekkora sebzést vihet be az ellenfeleknek.
A fegyverek két csoportba vannak osztva; kardok (katana) és hosszú karok (nódacsi): a kardok gyorsak, míg a hosszú kardok lassabbak, azonban nagyobb sebzést okoznak. Egyszerre három kardot lehet felszerelni: minden kardnak megvan a saját statisztikái, melyek meghatározzák, hogy mekkora sebzés vihető be velük. Védekezés közben, illetve a kardok titkos művészet-különleges mozdulatát használva csökken az adott kard lélekerő-mérője, ami ha kiürül, akkor összetörik a kard és a támadási képességei drasztikusan lecsökkennek. Tokban tartva a kardok lélekerő-mérője regenerálódik. Számos helyen lehet lélekerőt begyűjteni a lélekerő-mérő és a szereplő életerejének visszaállítására. A játékban 108 kard gyűjthető össze vagy kovácsolható ki, a kardok kovácsolásához szükség van lélekerőre és „szellemre”, minden kardnak van egy szinthatára, ami megszabja, hogy mikortól lehet az kikovácsolni. A fegyverkovácsolást egy fegyveralapú képességfa szabályozza.